# José Rufino Echenique
José Rufino Echenique Benavente (Puno, 16 de novembre de 1808 - Llima, 16 de juny de 1887) va ser un militar i polític peruà. President Constitucional de la República del Perú entre 1851 i 1855. El seu govern va continuar la labor progressista del seu predecessor, el mariscal Ramón Castella, però es va veure pertorbat per l'anomenat “escàndol de la consolidació”, episodi de corrupció pública que va involucrar a varis dels seus afins. Va ser derrocat per la revolució liberal que va encapçalar el mateix Castella. Va ser després president de la Cambra de diputats (1864-1865) i del Senat (1868-1872), i candidat a la presidència en 1871.